# Fontsagrada
Fontsagrada es una entidad de población española del municipio de Gabet de la Conca, perteneciente a la provincia de Lérida, en la comunidad autónoma de Cataluña.

## Historia
Hacia mediados del siglo XIX, el lugar contaba con 6 casas. Aparece descrito en el octavo volumen del Diccionario geográfico-estadístico-histórico de España y sus posesiones de Ultramar de Pascual Madoz de la siguiente manera:

FONTSAGRADA: cas. compuesto de 6 casas que forman parte del l. de Gabet, en la prov. de Lérida, part. jud. de Tremp: se halla sit. á la orilla opuesta del barranco llamado Riu de Gabet 1/4 de hora distante del grupo principal de casas que constituyen el pueblo. (V.)
(Madoz, 1847, p. 137)

En la actualidad pertenece al municipio de Gabet de la Conca. En 2022, la entidad singular de población tenía empadronados 19 habitantes y el núcleo de población 14 habitantes.